# 石川雅規
石川 雅規（いしかわ まさのり、1980年1月22日 - ）は、秋田県秋田市出身のプロ野球選手（投手）。左投左打。東京ヤクルトスワローズ所属。
NPBフランチャイズ投手として史上初となる1年目から24年連続勝利を挙げている（2002年 - 2025年）。また、大卒の投手として史上初となる1年目から24年連続安打を記録している（2002年 - 2025年）。

## 経歴

### プロ入り前
秋田市立下新城小学校、秋田市立秋田北中学校卒。秋田市立秋田商業高等学校ではエースとして、第79回全国高等学校野球選手権大会に出場した（石川とバッテリーを組んだ、主将で捕手の太田直は現在の秋田商硬式野球部監督である）。1回戦の対島根県立浜田高等学校戦では、和田毅との投げ合いを制して完投勝利を挙げた。続く2回戦の対沖縄県立浦添商業高等学校戦では完投するも8失点を許し、チームは敗退。
1998年、青山学院大学文学部史学科へ進学。シンカーを習得し、東都大学リーグでは2年からエースとして活躍した。1999年の大学選手権では3試合に完投し、決勝でも早大の先発鎌田祐哉・藤井秀悟と投げ合って優勝。秋の第30回明治神宮野球大会2回戦対創価大戦では延長18回を完投した（引き分け）。大学3年時に2000年シドニーオリンピックへ出場し、前年の予選では古田敦也とバッテリーを組んだ。大学時代の通算記録は、51試合23勝8敗、防御率1.63、284奪三振。最高殊勲選手1回（2年生春）、最優秀投手3回（2年生春・秋、4年生春）、ベストナイン3回（2年生春・秋、4年生春）を受賞した。
2001年ドラフト会議では、自由獲得枠でヤクルトスワローズへ入団。背番号は19。当初は巨人が石川を獲得する方針で、ほぼ内定していた。しかし、同年夏の第83回全国高等学校野球選手権大会にて、日南学園高校の寺原隼人が活躍し、自由獲得枠の対象ではない高校出身の寺原を1巡目で指名することとなった。元巨人球団代表の清武英利は、この意思決定は長嶋茂雄監督の意向だったと、当時のスカウトからの伝聞情報を紹介している。
巨人の元スカウトである上田武司によると、青山学院大学のグラウンドへ毎日のように足を運び、巨人への入団内定を取り付けた。2001年8月23日、浜松市にて青学大と社会人・ヤマハ硬式野球部が対戦したオープン戦終了後、現地の監督・部長・石川と話し合い、「巨人でお世話になります」と快諾を得た。ところが、東名高速道路を走行中にスカウト部長から電話連絡があり、石川獲得は方針転換すると知らされる。青学大監督が新横浜駅に到着するのを待ち、なじみの寿司屋で土下座すると、「つい2、3時間前に話はついたのにそれはないだろう」という言葉を浴びせられた。この時は情けなくて、スカウトを本気で辞する思いになったという。
近鉄も石川獲得に乗り出しており、同球団スカウトの中川隆治が青学大OBだったことから近鉄キャンプへも参加している。当時の近鉄監督である梨田昌孝、一軍投手コーチの小林繁からも入団を打診されたという。最終的に、ヤクルトの正捕手である古田敦也にボールを受けてもらいたいという強い思いから入団を決定した。

### ヤクルト時代
2002年、春季キャンプで一軍に帯同。ローテーションの兼ね合いで開幕一軍こそ逃すが、4月4日の広島東洋カープ戦（明治神宮野球場）にて先発。6回2/3を無失点で抑えて初登板を初勝利で飾った。同年は新人ながらローテーションを守り続け12勝を記録、新人王を受賞した（秋田県出身のプロ野球選手としては初受賞）。
2003年、1年間ローテーションを守り抜き、12勝を挙げ優秀JCB・MEP賞を受賞した。7月13日にはプロ入り後初の地元（秋田県立野球場）凱旋登板を果たし、勝利を収めて故郷に錦を飾った。オフに青山学院大学時代の同級生と結婚。
2004年、春季キャンプ中に発症した左肘痛の影響で開幕は二軍スタート。4月半ばの一軍昇格後はローテーションを守り抜き、11勝を記録。オフに長男が誕生した。
2005年、オフに左足を疲労骨折するが、開幕には間に合わせる。初の開幕投手を務め、7回1失点で勝利を収めた。6月には交流戦の休養日の影響で自身初となるシーズン中の二軍落ちを経験。最終的には10勝を挙げ、入団から4年連続で2桁勝利（球団では佐藤進・西村竜次に次いで3人目）を記録した。
2006年、2年連続で開幕投手を務め、6回2失点で勝利投手となる。7月、監督推薦でオールスターゲームに初出場。1試合目の3番手として登板し、2回を1奪三振の無失点に抑えた。チームの先発投手が安定しないなか、唯一ローテーションを守り10勝を挙げた。入団から5年連続2桁勝利は、ヤクルトにおいて球団史上初、セ・リーグでは堀内恒夫・江夏豊に次ぐ3人目。
2007年、シーズン序盤は不調に苦しみ、中継ぎへ配置転換される。5月に二軍へ降格。ほどなくして昇格したが6月に再び二軍へ降格した。シーズン中盤から復調し、7点台だった防御率を4点台まで改善させた。9月13日の読売ジャイアンツ戦（神宮）にてプロ初完封を果たす。序盤の大不振が影響し、入団後初めて規定投球回に到達せず、自己最低の4勝に終わった。
2008年、投手キャプテンに就任。シュートを習得してシーズンに臨んだ。自身3度目の開幕投手を務め、6回2/3を2失点で勝利投手となった。4月までに5勝、防御率1点台を記録し、月間MVPを受賞。交流戦では12球団1位の防御率1.18という好成績を残した。8月には監督推薦でオールスターゲームに2度目の出場。第2戦の2番手として登板し、見事勝利投手に輝いた。同年は自己最多イニング数を投げ、前年の不振を払拭する活躍を見せたが、打線の援護に恵まれず12勝にとどまった。10月12日の横浜ベイスターズ戦（神宮）においてシーズン初のリリーフ登板。1/3を無失点に抑え広島のコルビー・ルイスを0.003差で逆転して初タイトルとなる最優秀防御率を獲得。またゴールデングラブ賞を受賞した（投手部門での受賞は球団初）。10月に次男が誕生。
2009年、選手会長を務める。2年連続の開幕投手となるが、4回5失点でKOされ敗戦投手となった。次の中日ドラゴンズ戦でシーズン初勝利を挙げる。前半戦は不調だったが、後半戦から調子を取り戻し、館山昌平と共にヤクルト投手陣の屋台骨を支えた。クライマックスシリーズ出場を賭けた10月9日の阪神タイガース戦では7回1/3を自責点0で勝ち投手となり、チーム初のクライマックスシリーズ出場に貢献した。同年は自己最多の13勝を記録。プロ入り8年目で初めて勝率6割を超えた。
2010年、3年連続の開幕投手を務めたが、調子が上がらず開幕から6連敗、防御率は4点台と精彩を欠いた。チームの成績不振により高田繁監督が休養した直後の試合でようやく初勝利を挙げたが、6月終了時点では2勝8敗と散々な成績だった。だが7月以降急激に盛り返し、7月には自身2度目の月間MVPに輝き、無傷の11連勝を記録するなど抜群の安定感を誇った。最終的には13勝8敗、防御率3.53と前年とほぼ変わらぬ成績まで持ち直してシーズンを終えた。
2011年、4年連続の開幕投手を務めた。5月14日の横浜ベイスターズ戦（横浜スタジアム）にて史上128人目の通算100勝を達成（球団では通算5人目）。10年目の100勝達成は球団として金田正一に次ぐスピード記録だった。同年は勝ち星が思うように伸びなかったが、最終的に10勝を記録、4年連続の2桁勝利を達成した。
2012年、5年連続の開幕投手として臨んだ巨人戦（東京ドーム）では9回一死まで巨人打線を無安打に抑えた。史上初の開幕戦ノーヒットノーランは逃したが、トニー・バーネットとの完封リレーで4年ぶりに開幕戦を勝利で飾り、球団新記録である開幕戦4勝目を挙げた。8月21日の巨人戦（神宮）で谷佳知から史上132人目の通算1000奪三振を達成。しかしシーズン防御率は3点台後半にとどまり、2桁勝利も途切れた。
2013年、新球フォークを習得して臨んだシーズン。同年はチームの低迷に沿うように自身の勝利数も伸び悩んだ。シーズン最終登板にて11度目となる規定投球回数に到達したが、不運な失点や途中離脱も重なり役割を全うできないシーズンとなった。オフには新たに3年契約（年俸1億8000万円・3年契約中2年目経過で契約の見直し）を結んだ。
2014年、開幕から絶不調で、3 - 4月の月間防御率は7.24と打ちこまれる登板が続いた。その後、5月7日の広島戦（神宮）で自身2年ぶりの完封でシーズン初勝利を挙げると、ここから順調に調子が上がっていく。6月11日の東北楽天ゴールデンイーグルス戦にて、山田哲人による先頭打者本塁打の1点を守り切りシーズン2度目の完封勝利を達成。1回表の先頭打者本塁打による1-0の勝利は、球団として1959年の国鉄時代以来55年ぶりと記録的快挙となった。チームで唯一1年間ローテーションを守り切り、唯一規定投球回に到達。両リーグ1位の援護率5.86と強力打線にも恵まれ、自身3年ぶり10度目の2桁勝利を挙げ、6勝に終わった前年から巻き返しを果たすシーズンとなった。ただし、四球は自己最多、前年より防御率は悪化し規定投球回に到達したなかではセ・リーグ最下位に陥るなど、課題も残った。
2015年、シーズン序盤は不調により登録抹消された期間もあったが、8月25日の登板以降は6連勝を記録し、チームの14年ぶりのリーグ優勝に貢献。9月の成績は、5戦5勝防御率1.21と抜群の安定感でチームを牽引し、この活躍が評価され自身3度目の月間MVPを受賞した。9月10日の明治神宮球場での対DeNA戦にて6回を1失点に抑え現役最多11度目の2桁勝利を達成。9月27日の2位巨人との直接対決では中4日で登板し、体調不良のなか5回を1失点に抑え、さらには決勝点となる適時打を放つなど、9月の活躍の象徴となった。また、この試合で自身最多タイとなる13勝目を記録し、規定投球回数にも到達した。福岡ソフトバンクホークスとの日本シリーズでは先発投手を2度務めたが、第一戦は4回3失点、第五戦は5回途中4失点でいずれも負け投手となりチームも1勝4敗で敗退。12月7日の契約更改では約2000万円増の推定年俸2億円で契約を更改した。2012、2013年に並ぶ自己最高額となった。
2016年、左ふくらはぎに不安をかかえ迎えたシーズン序盤は不安定な投球が目立ち、5月18日の広島東洋カープ戦後の5月22日に左ふくらはぎ痛で登録抹消。6月1日の北海道日本ハムファイターズ戦で復帰するが、3回4失点と怪我の影響を隠しきれず再び登録抹消。7月18日の横浜DeNAベイスターズ戦で復帰し、7回1失点で勝ち投手となりその後は比較的安定した投球を重ねる。8月27日の阪神タイガース戦で9回途中2失点で史上48人目の通算150勝を達成（球団では史上3人目）。しかし怪我での長期離脱が響き3年ぶりに2桁勝利に届かず、また2007年以来2度目となる規定投球回未到達に終わった。
2017年、2012年以来6年ぶり8度目の開幕投手を務め、DeNA相手に6回2失点で開幕戦を勝利で飾った。ただ、シーズンでは防御率5.11、4勝14敗でリーグ最多敗戦投手となるなど、苦しい1年となった。
2018年、3月31日の開幕第二戦のDeNA戦（横浜スタジアム）に先発し、6回2/3を3失点で同年初勝利を挙げ、自身の連敗を11で止めた。6月12日の西武戦（埼玉県営大宮公園野球場）で通算160勝目を挙げ、最終的に7勝6敗と3年ぶりに勝ち越した。
2019年、開幕ローテーション入りし、5月12日の巨人戦でシーズン初勝利。8月14日の横浜戦では8回に伊藤裕季也に本塁打を打たれるまでベイスターズ打線を無安打に抑え、8回1失点で6勝目を挙げる。9月4日の巨人戦では6回1失点で通算170勝目を記録するなど比較的好調で、チームトップの8勝を挙げた。規定投球回には到達しなかったが、WHIP1.15は2008年に次ぐ自身2番目の好成績だった。
2020年、6月19日に40代としては22年ぶり史上5人目の開幕投手を務めた。10試合目の登板となった9月30日のDeNA戦（横浜スタジアム）にてシーズン初勝利を挙げる。この勝利をもって鹿取義隆と並び、2人目の大卒投手19年連続勝利となった（先発勝利に限定すれば大卒では石川が初）。また、40代での勝利は球団において新浦壽夫、木田優夫に次ぐ3人目だが生え抜き投手では石川が初となった。シーズン成績は15試合に登板して2勝8敗、防御率4.48。
2021年、開幕ローテーション入りが確実視されていたが、オープン戦にて2試合連続で炎上し開幕二軍スタートとなった。4月16日の阪神戦（阪神甲子園球場）でシーズン初登板し5回2失点と好投するも打線の援護がなく敗戦投手となる。同試合の第2打席に藤浪晋太郎から内野安打を打ち、ルーキーイヤーから続く20年連続安打を記録。登板翌日に登録抹消されたが、6月4日の西武戦（明治神宮野球場）に再び先発登板する。雨のなか西武打線を5回まで1失点に抑えると、5回裏の途中に降雨コールドのため5回1失点で自身6年ぶりの完投勝利を挙げた。この勝利により大卒投手では史上初となる20年連続勝利を達成。プロ1年目から20年連続勝利は鈴木啓示以来、36年ぶり7人目、セ・リーグでは金田正一に次ぐ2人目、左腕では4人目のタイ記録となった。また40代投手の完投は球団初となる。41歳4か月での白星は、新浦壽夫の41歳3か月を上回る球団最年長勝利となった。6月25日の巨人戦に先発し、セ・リーグ記録となる295試合連続先発登板を記録。11月1日、雄平の引退試合となったシーズン最終戦で6回表に雄平が右翼手の守備に就いたと同時に3番手として中継ぎ登板し、セ・リーグ記録であった連続試合先発出場記録が306で途切れた（プロ野球記録311まであと5に迫っていた）。最終的に4勝5敗、防御率3.07だった。オリックス・バファローズとの日本シリーズ第4戦（東京ドーム）に先発すると、6回3安打1失点に抑え、日本シリーズでは自身初の勝利投手となる。これにより、1950年の若林忠志以来2人目となる40代での勝利投手で、シリーズ史上2番目、セ・リーグでは最年長記録となった。オフに現状維持となる推定年俸9000万円で契約を更改した。
2022年、4月23日の対阪神戦で勝利を挙げ、史上3人目となるデビューから21年連続勝利を記録。12月5日には現状維持の9000万円で契約を更改した。同年をもって福留孝介と能見篤史が引退し、石川がNPB現役最年長選手となった。
2023年、5月10日の阪神タイガース戦で勝利投手となり、デビューから22年連続勝利を記録。21年に大卒投手の新記録を達成しており、自身の記録をさらに伸ばした。5月23日の阪神タイガース戦にてレフトへの安打を放ち、22年連続安打を記録。プロ1年目の2002年から続く記録であり、「投手としてプロ1年目から」としては最長記録である。プロ野球協約の減額制限いっぱいとなる2250万円減の推定年俸6750万円で契約を更改した。
2024年、6月2日の東北楽天ゴールデンイーグルス戦にて5回降雨コールドゲームながら9年ぶりの完封勝利を果たし、史上初となるデビューから23年連続勝利を記録した。8月4日の読売ジャイアンツ戦にてライトへの安打を放ち、23年連続安打を記録。プロ1年目の2002年から続く記録であり、「投手としてプロ1年目から」及び「大卒としてプロ1年目から」としては最長記録である。しかし、同年はその1勝にとどまり、減額制限を超える2750万円減の推定年俸4000万円で契約を更改した。
2025年、4月9日の阪神タイガース戦にて自身の持つプロ野球記録を更新する24年連続となる白星を挙げた。

## 選手としての特徴
スリークォーターからスライダー、シンカー、カットボール、シュート、稀にカーブやチェンジアップなど、多彩な変化球で打たせて取る投球が持ち味。球界を代表する技巧派投手の一人と称される。球速は平均およそ135km/h、最速140km/hと遅いため、変化球のキレとコマンド力で補っている。ストライクを取る能力に非常に長けており、通算与四球率は1.78。これは1000投球回以上における現役選手では2位の記録である（2023年時点）。
2008年の日本シリーズにおける岸孝之の活躍に刺激を受け、オフに90km/h前後のスローカーブを習得。本人のニックネーム（エピソード参照）と、鰹の泳ぐ速さがおよそ時速80kmであることから「カツオカーブ」と名付けた。

## 人物・エピソード
- プロ野球投手としては非常に小柄な体格（公称167cm）から、「小さな巨人」「小さな大投手」[49][52]といったキャッチフレーズを持つ。
- 比較的打撃を得意とし、2003年には1試合複数安打を3度記録、2007年までに1試合3打点も2度記録している。打撃練習を好み、プロで本塁打を打つことを目標のひとつにしている。
- 脚力に優れ、2006年10月13日には選手兼任監督だった古田敦也の代走として途中出場している。
- 2005年オフに川島亮・米野智人・青木宣親と自主トレをした際、サザエさんの登場人物である「磯野カツオ」に風貌が似ていることから、青木から「カツオ」というニックネームを付けられた。本人は気に入っており、石川の着用するアンダーシャツの首部分には鰹をデザインしたマークが入っている。2009年から球団が「カツオボーイフィギュア」を発売するなど、同キャラクターを用いたファンサービスを行っている。ヤクルトの球団マスコット・つば九郎は「かつおくん」と呼ぶ[53]。2019年8月13日のDeNA戦（神宮）では、球団設立とアニメ放映開始がそれぞれ50周年を迎えたヤクルト球団およびアニメ「サザエさん」によるコラボイベントを実施、始球式にてフグ田サザエの投球に対して石川が打席に立つこととなり、磯野一家との共演となった[54]。
- 2005年5月9日の福岡ソフトバンクホークス戦にてトニー・バティスタに死球を当て、走りながら向かってくるそぶりを見せたバティスタから逃げ出している。実際はバティスタにそのつもりはなく、そのまま一塁まで走っていった（表情や仕草から冗談だと思われる）。これに対し石川は苦笑いを見せ、ソフトバンクベンチからも笑いが起こった。くわえて動揺しているところを次の打者である松中信彦に2点本塁打を打たれた。この様子はプロ野球珍プレーなどでたびたび取り上げられる。
- 牛乳が大の苦手。バラエティ番組で寝起きドッキリを受けた際、牛乳を強引に飲まされ表情をこわばらせた。
- 同じ左腕である山本昌のような息の長い投手を目指しており、自分と山本の年度別成績表を自身のロッカーに貼っている。山本とはかつてオフに自主トレを共に行っていた。
- 投球前には、ロジンバッグに触れたあと手についたロジンを息で拭き落とす動作を頻繁に行う。
- 2010年より地元秋田市で活動するプロバスケットボールチーム・秋田ノーザンハピネッツに対して継続支援している[55]。

## 詳細情報

### 年度別投手成績
| 年 度      | 球 団      | 登 板 | 先 発 | 完 投 | 完 封 | 無 四 球 | 勝 利 | 敗 戦 | セ 丨 ブ | ホ 丨 ル ド | 勝 率 | 打 者 | 投 球 回 | 被 安 打 | 被 本 塁 打 | 与 四 球 | 敬 遠 | 与 死 球 | 奪 三 振 | 暴 投 | ボ 丨 ク | 失 点 | 自 責 点 | 防 御 率 | W H I P |
| ---------- | ---------- | ----- | ----- | ----- | ----- | -------- | ----- | ----- | -------- | ----------- | ----- | ----- | -------- | -------- | ----------- | -------- | ----- | -------- | -------- | ----- | -------- | ----- | -------- | -------- | ------- |
| 2002       | ヤクルト   | 29    | 28    | 2     | 0     | 2        | 12    | 9     | 0        | --          | .571  | 735   | 178.1    | 183      | 20          | 29       | 2     | 2        | 104      | 5     | 3        | 76    | 66       | 3.33     | 1.19    |
| 2003       | ヤクルト   | 30    | 30    | 3     | 0     | 2        | 12    | 11    | 0        | --          | .522  | 793   | 190.0    | 201      | 21          | 33       | 4     | 7        | 97       | 3     | 1        | 88    | 80       | 3.79     | 1.23    |
| 2004       | ヤクルト   | 27    | 27    | 1     | 0     | 0        | 11    | 11    | 0        | --          | .500  | 708   | 163.1    | 200      | 21          | 22       | 2     | 5        | 72       | 4     | 1        | 90    | 79       | 4.35     | 1.36    |
| 2005       | ヤクルト   | 26    | 25    | 0     | 0     | 0        | 10    | 8     | 0        | 0           | .556  | 637   | 149.2    | 180      | 18          | 24       | 1     | 4        | 105      | 7     | 0        | 82    | 81       | 4.87     | 1.36    |
| 2006       | ヤクルト   | 29    | 28    | 0     | 0     | 0        | 10    | 10    | 0        | 0           | .500  | 648   | 151.0    | 191      | 12          | 17       | 1     | 3        | 81       | 4     | 0        | 82    | 76       | 4.53     | 1.38    |
| 2007       | ヤクルト   | 26    | 15    | 3     | 2     | 2        | 4     | 7     | 0        | 2           | .364  | 405   | 96.2     | 104      | 15          | 16       | 2     | 5        | 50       | 2     | 0        | 51    | 47       | 4.38     | 1.24    |
| 2008       | ヤクルト   | 30    | 29    | 3     | 1     | 2        | 12    | 10    | 0        | 1           | .545  | 792   | 195.0    | 180      | 21          | 41       | 2     | 4        | 112      | 2     | 0        | 59    | 58       | 2.68     | 1.13    |
| 2009       | ヤクルト   | 29    | 29    | 3     | 0     | 0        | 13    | 7     | 0        | 0           | .650  | 810   | 198.1    | 203      | 25          | 28       | 3     | 6        | 84       | 4     | 0        | 81    | 78       | 3.54     | 1.16    |
| 2010       | ヤクルト   | 28    | 28    | 2     | 1     | 1        | 13    | 8     | 0        | 0           | .619  | 783   | 186.1    | 209      | 20          | 27       | 1     | 7        | 98       | 9     | 0        | 81    | 73       | 3.53     | 1.27    |
| 2011       | ヤクルト   | 27    | 27    | 1     | 0     | 0        | 10    | 9     | 0        | 0           | .526  | 731   | 178.1    | 168      | 18          | 42       | 2     | 5        | 127      | 1     | 0        | 57    | 54       | 2.73     | 1.18    |
| 2012       | ヤクルト   | 27    | 27    | 2     | 1     | 0        | 8     | 11    | 0        | 0           | .421  | 721   | 172.2    | 175      | 14          | 41       | 2     | 5        | 100      | 4     | 0        | 77    | 69       | 3.60     | 1.25    |
| 2013       | ヤクルト   | 24    | 24    | 2     | 0     | 1        | 6     | 9     | 0        | 0           | .400  | 623   | 148.1    | 149      | 15          | 33       | 1     | 6        | 85       | 6     | 1        | 73    | 58       | 3.52     | 1.23    |
| 2014       | ヤクルト   | 27    | 27    | 2     | 2     | 0        | 10    | 10    | 0        | 0           | .500  | 725   | 165.0    | 181      | 20          | 49       | 1     | 6        | 101      | 2     | 0        | 97    | 87       | 4.75     | 1.39    |
| 2015       | ヤクルト   | 25    | 25    | 1     | 1     | 1        | 13    | 9     | 0        | 0           | .591  | 598   | 146.2    | 150      | 16          | 28       | 1     | 3        | 90       | 3     | 0        | 59    | 54       | 3.31     | 1.21    |
| 2016       | ヤクルト   | 20    | 20    | 0     | 0     | 0        | 8     | 8     | 0        | 0           | .500  | 500   | 116.2    | 126      | 15          | 33       | 1     | 2        | 52       | 3     | 1        | 59    | 58       | 4.47     | 1.35    |
| 2017       | ヤクルト   | 23    | 23    | 0     | 0     | 0        | 4     | 14    | 0        | 0           | .222  | 540   | 123.1    | 149      | 18          | 28       | 1     | 4        | 88       | 2     | 1        | 72    | 70       | 5.11     | 1.44    |
| 2018       | ヤクルト   | 22    | 22    | 0     | 0     | 0        | 7     | 6     | 0        | 0           | .538  | 488   | 110.2    | 121      | 19          | 41       | 1     | 4        | 78       | 2     | 0        | 70    | 60       | 4.88     | 1.46    |
| 2019       | ヤクルト   | 23    | 23    | 0     | 0     | 0        | 8     | 6     | 0        | 0           | .571  | 514   | 124.1    | 117      | 18          | 26       | 2     | 4        | 88       | 2     | 1        | 57    | 53       | 3.84     | 1.15    |
| 2020       | ヤクルト   | 15    | 15    | 0     | 0     | 0        | 2     | 8     | 0        | 0           | .200  | 331   | 76.1     | 85       | 7           | 19       | 2     | 2        | 41       | 2     | 0        | 40    | 38       | 4.48     | 1.36    |
| 2021       | ヤクルト   | 17    | 16    | 1     | 0     | 1        | 4     | 5     | 0        | 0           | .444  | 335   | 82.0     | 81       | 10          | 16       | 1     | 3        | 54       | 1     | 0        | 31    | 28       | 3.07     | 1.18    |
| 2022       | ヤクルト   | 16    | 16    | 0     | 0     | 0        | 6     | 4     | 0        | 0           | .600  | 357   | 84.0     | 93       | 16          | 15       | 2     | 3        | 39       | 1     | 0        | 45    | 42       | 4.50     | 1.29    |
| 2023       | ヤクルト   | 13    | 12    | 0     | 0     | 0        | 2     | 5     | 0        | 0           | .286  | 267   | 63.1     | 75       | 11          | 6        | 0     | 0        | 22       | 1     | 0        | 32    | 28       | 3.98     | 1.28    |
| 2024       | ヤクルト   | 9     | 8     | 1     | 1     | 1        | 1     | 4     | 0        | 0           | .200  | 161   | 37.1     | 45       | 4           | 6        | 0     | 1        | 10       | 1     | 0        | 20    | 17       | 4.10     | 1.37    |
| 通算：23年 | 通算：23年 | 542   | 524   | 27    | 9     | 13       | 186   | 189   | 0        | 3           | .496  | 13202 | 3137.2   | 3366     | 374         | 620      | 35    | 91       | 1778     | 71    | 9        | 1479  | 1354     | 3.88     | 1.27    |

- 2024年度シーズン終了時
- 各年度の太字はリーグ最高

### 通算打撃成績
| 年 度      | 球 団    | 試 合 | 打 席 | 打 数 | 得 点 | 安 打 | 二 塁 打 | 三 塁 打 | 本 塁 打 | 塁 打 | 打 点 | 盗 塁 | 盗 塁 死 | 犠 打 | 犠 飛 | 四 球 | 敬 遠 | 死 球 | 三 振 | 併 殺 打 | 打 率 | 出 塁 率 | 長 打 率 | O P S |
| ---------- | -------- | ----- | ----- | ----- | ----- | ----- | -------- | -------- | -------- | ----- | ----- | ----- | -------- | ----- | ----- | ----- | ----- | ----- | ----- | -------- | ----- | -------- | -------- | ----- |
| 通算：23年 | ヤクルト | 553   | 1040  | 865   | 41    | 135   | 4        | 0        | 0        | 139   | 35    | 0     | 0        | 150   | 0     | 23    | 0     | 2     | 262   | 4        | .156  | .180     | .161     | .340  |

- 2024年度シーズン終了時

### タイトル
- 最優秀防御率：1回（2008年）

### 表彰
- 新人王（2002年）
- ゴールデングラブ賞：1回（投手部門：2008年）
- 月間MVP：3回（投手部門：2008年3・4月、2010年7月、2015年9月）
- 最優秀バッテリー賞：1回（2015年 捕手：中村悠平）
- スピードアップ賞：1回（2002年）
- 優秀JCB・MEP賞：1回（2003年）
- 日本プロスポーツ大賞最高新人賞（2002年）[56]
- ベスト・ファーザー イエローリボン賞 in 「プロ野球部門」（2009年）
- 燕市年間ヒーロー賞：1回（2016年[57]）

### 記録
初記録
投手記録
- 初登板・初先発登板・初勝利・初先発勝利：2002年4月4日、対広島東洋カープ3回戦（明治神宮野球場）、6回2/3を無失点
- 初奪三振：同上、1回表に前田智徳から空振り三振
- 初完投・初完投勝利：2002年9月8日、対中日ドラゴンズ24回戦（明治神宮野球場）、9回1失点
- 初完封勝利：2007年9月13日、対読売ジャイアンツ23回戦（明治神宮野球場）
- 初ホールド：2008年10月12日、対横浜ベイスターズ24回戦（明治神宮野球場）、7回表一死に4番手で救援登板、1/3回無失点

打撃記録
- 初安打：2002年5月6日、対阪神タイガース7回戦（阪神甲子園球場）、3回表に安藤優也から右前安打
- 初打点：2002年9月8日、対中日ドラゴンズ24回戦（明治神宮野球場）、4回裏に野口茂樹から遊撃適時内野安打

節目の記録
- 1000投球回：2008年5月29日、対北海道日本ハムファイターズ2回戦（明治神宮野球場）、1回表一死目に高口隆行を投犠打で達成 ※史上311人目
- 1500投球回：2010年9月28日、対横浜ベイスターズ23回戦（横浜スタジアム）、1回裏一死目に石川雄洋を見逃し三振で達成 ※史上163人目
- 100勝：2011年5月14日、対横浜ベイスターズ5回戦（横浜スタジアム）、8回2/3を6安打無四球無失点 ※史上128人目
- 1000奪三振：2012年8月21日、対読売ジャイアンツ15回戦（明治神宮野球場）、5回表に谷佳知から空振り三振 ※史上132人目
- 2000投球回：2013年9月24日、対読売ジャイアンツ18回戦（明治神宮野球場）、9回裏三死目に高橋由伸を遊ゴロで達成 ※史上86人目
- 150勝：2016年8月27日、対阪神タイガース21回戦（阪神甲子園球場）、8回2/3を6安打2失点 ※史上48人目
- 2500投球回：2017年6月13日、対東北楽天ゴールデンイーグルス戦1回戦（明治神宮野球場）、2回三死目をカルロス・ペゲーロを空振り三振で達成 ※史上46人目
- 1500奪三振：2018年8月5日、対阪神タイガース13回戦（京セラドーム大阪）、3回表に小野泰己から空振り三振 ※史上55人目
- 500試合登板：2021年9月3日、対広島東洋カープ22回戦（MAZDA Zoom-Zoom スタジアム広島）、先発投手として登板、5回0/3を1失点 ※史上103人目
- 3000投球回：2022年6月30日、対広島東洋カープ12回戦（MAZDA Zoom-Zoom スタジアム広島）、3回表一死目に堂林翔太を三ゴロ ※史上28人目[58]
- 500先発登板：2022年8月23日、対広島東洋カープ19回戦（明治神宮野球場）※史上7人目、大卒では史上初

その他の記録
- 24年連続勝利：2002年 - 2025年 ※史上最長[47][59][60]
- 1年目から24年連続勝利：同上 ※史上最長、世界記録タイ[47][60]
- 大卒選手の実働24年：2002年 - 2025年 ※史上最長[61]
- 大卒選手の新人から24年連続一軍出場：同上 ※史上最長
- 先発登板124試合連続無完投：2015年5月2日 - 2021年4月16日 ※日本記録
- 306試合連続先発登板：2009年4月3日 - 2021年10月23日 ※セ・リーグ記録[34]
- 40代で日本シリーズ登板：2021年第4戦 ※史上7人目[62]
- 40代で日本シリーズ勝利投手：同上 ※71年ぶり2人目、セ・リーグの投手では史上初、史上2番目の年長記録（41歳10か月）[62]
- 40代における日本シリーズ最多奪三振：5奪三振（同上）[62]
- 24シーズン連続安打：2002年 - 2025年 ※NPB歴代4位タイ。投手による記録としては三浦大輔（横浜→横浜DeNA）と並びNPB史上最長タイ記録。
- 1年目から投手による24シーズン連続安打：同上 ※史上最長 [3]
- 大卒選手の新人から24年連続安打：同上 ※史上最長 [3]
- 開幕投手：9回（2005年、2006年、2008年 - 2012年、2017年、2020年）※40代で記録したのは史上5人目[25]
- オールスターゲーム出場：2回（2006年、2008年）

### 背番号
- 19（2002年[7] - ）

## 関連情報

### 著書
- 『頭で投げる。』（ベースボール・マガジン社、2011年5月）
- 『石川雅規のピッチングバイブル』（ベースボール・マガジン社、2016年5月）

### 関連書籍
- 『基本は、真っ直ぐ：石川雅規42歳の肖像』（長谷川晶一著、ベースボール・マガジン社、2022年12月、ISBN 9784583115597）